# Coelogyne usitana
Coelogyne usitana är en orkidéart som beskrevs av Jürgen Roeth och Olaf Gruss.
Coelogyne usitana ingår i släktet Coelogyne och familjen orkidéer. Artens utbredningsområde är Filippinerna. Inga underarter finns listade i Catalogue of Life.

## Bildgalleri

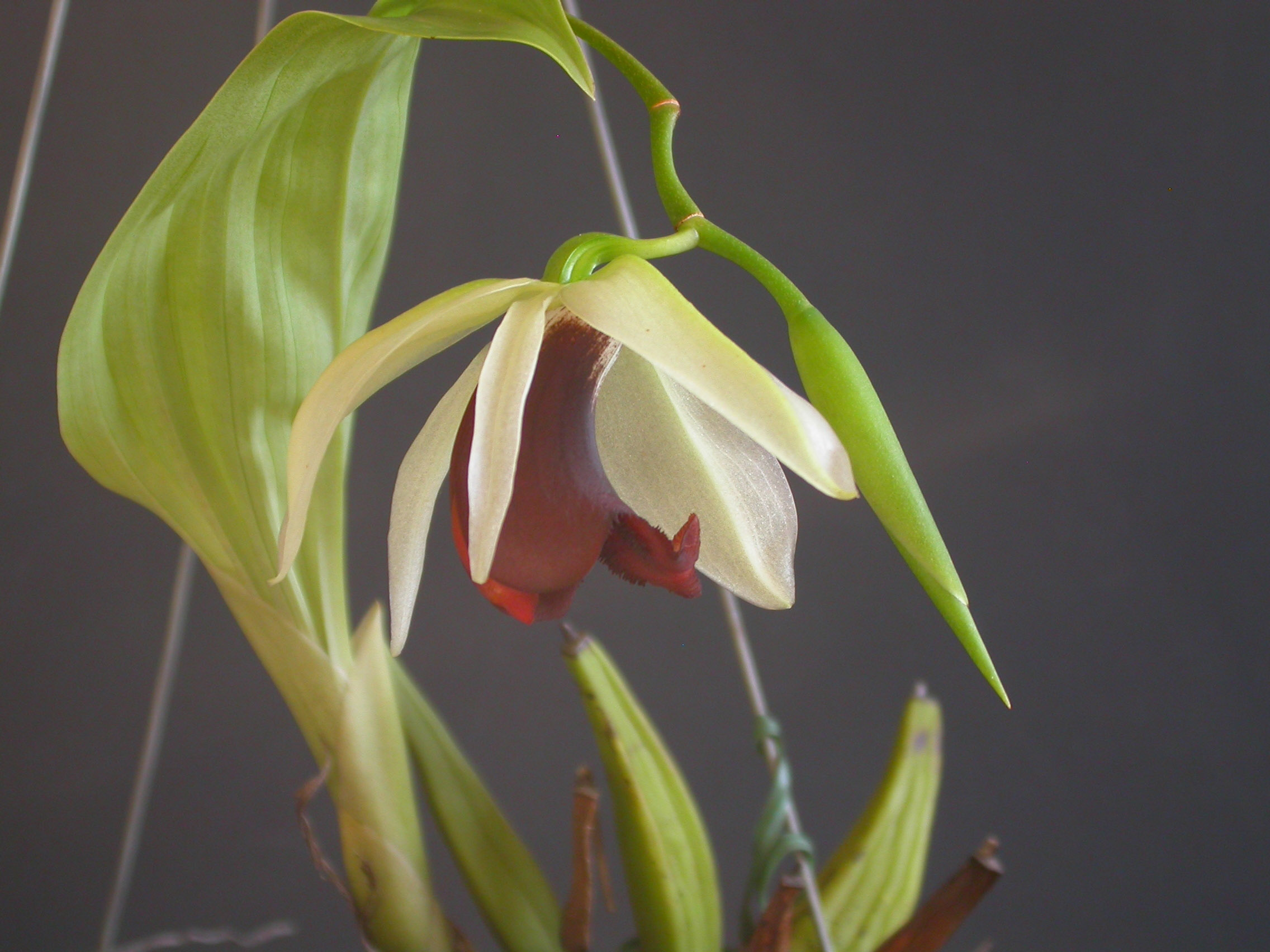
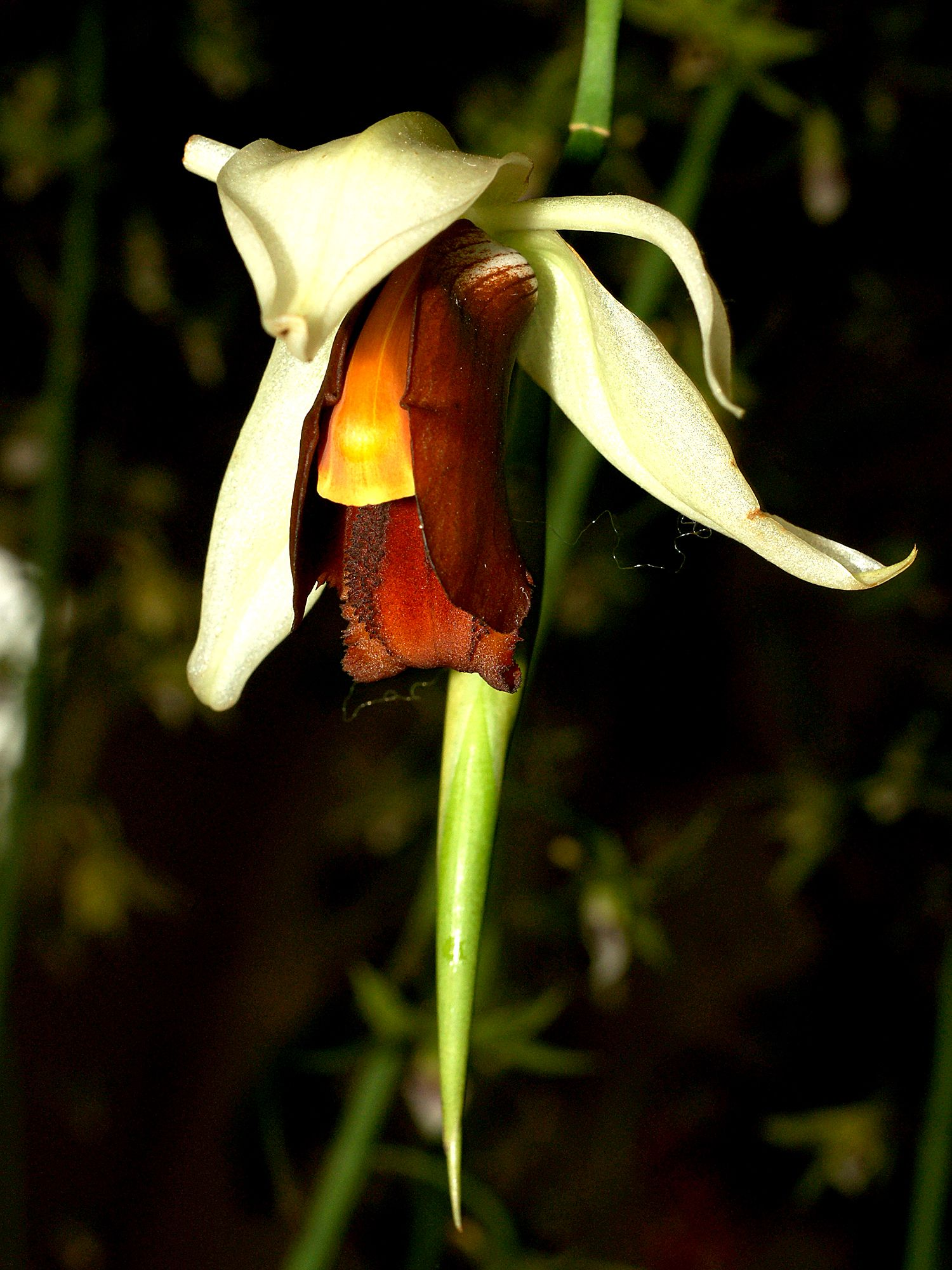
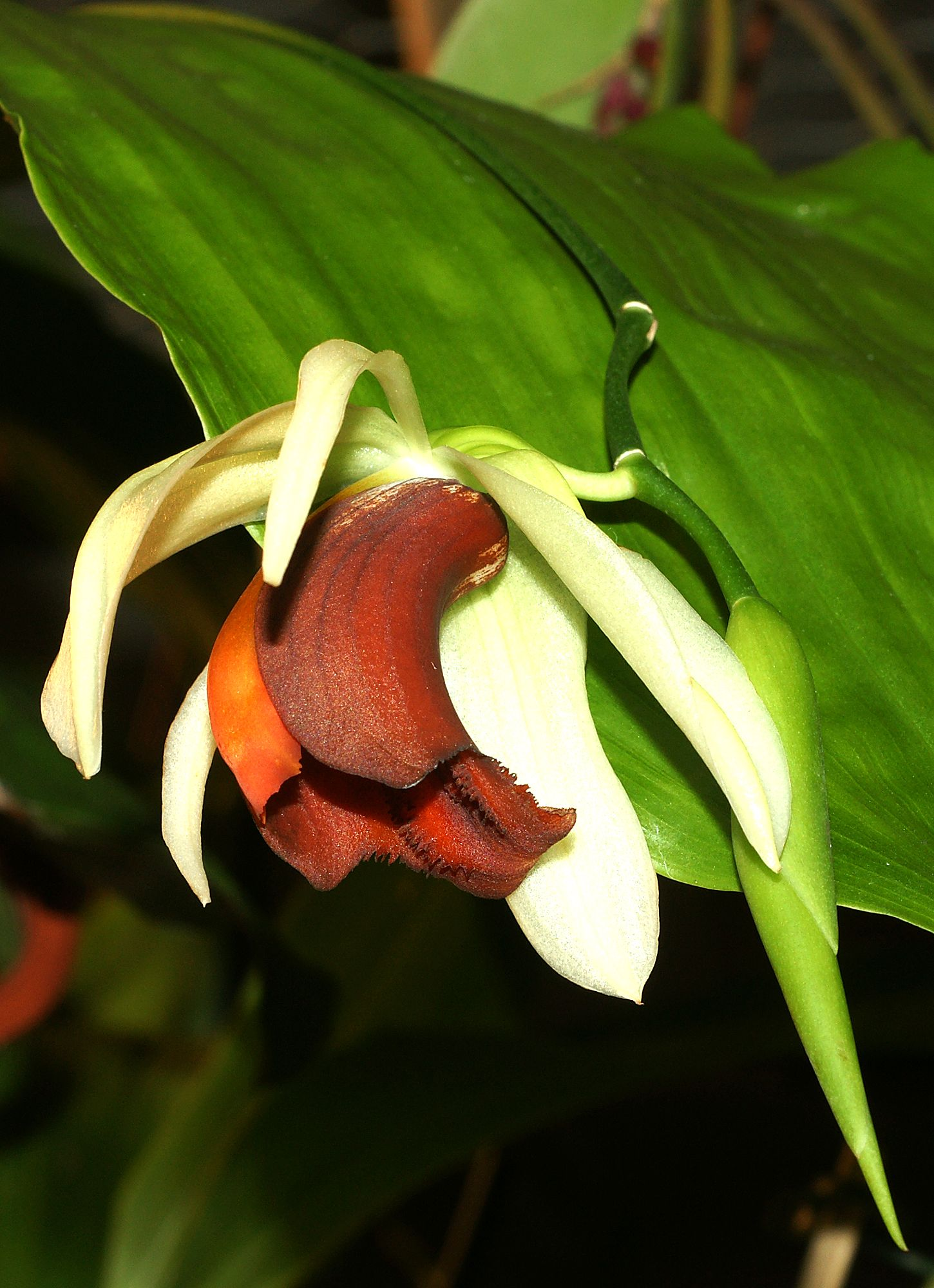